# Middellangeafstandsraket

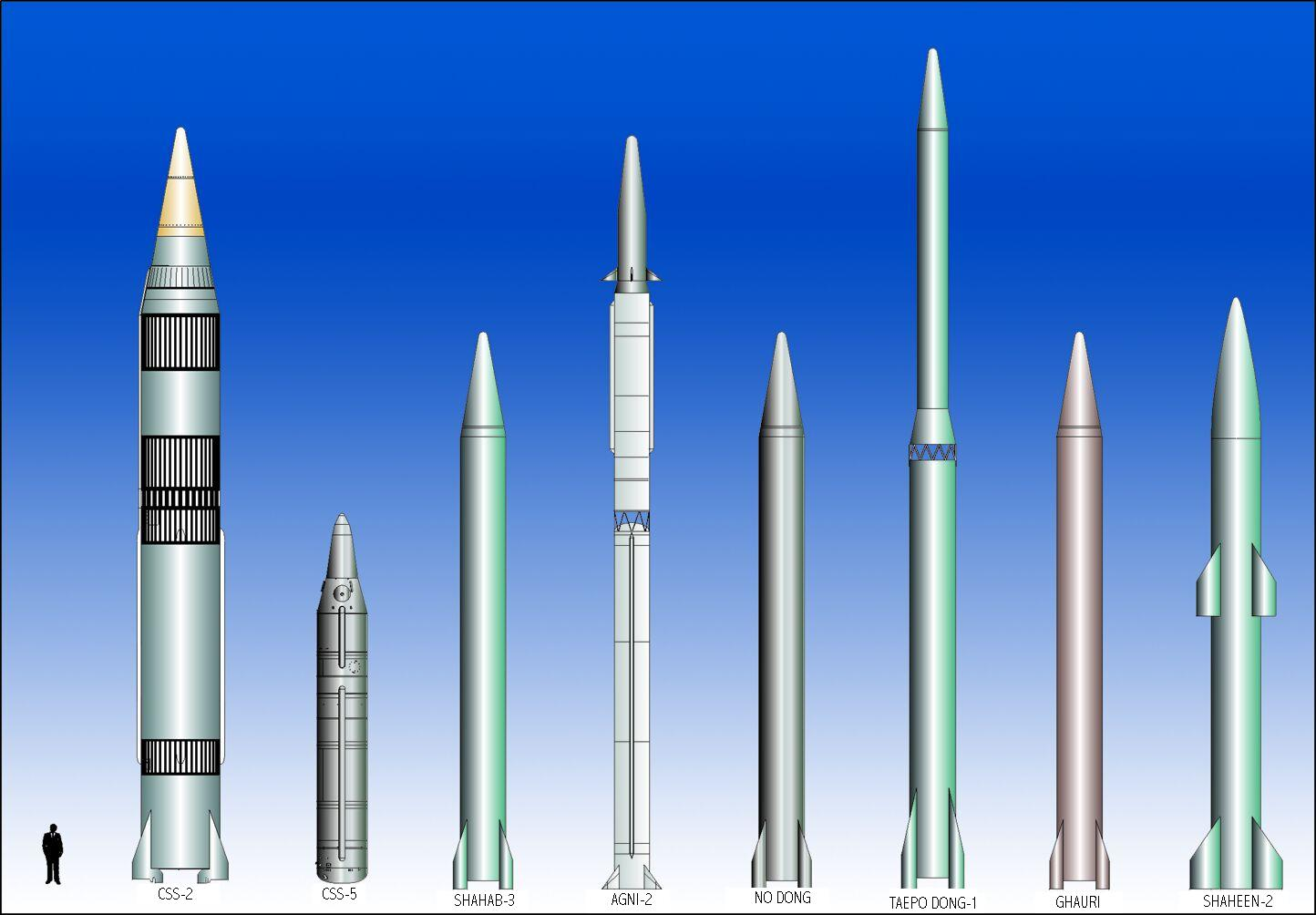
MRBM- en IRBM-raketten

Een middellangeafstandsraket is een ballistische raket die wordt ingezet voor de middellange afstand, die in afstand varieert met de definitie die hiervoor wordt gehanteerd. 
Het Amerikaanse ministerie van Defensie maakt onderscheid naar de:
- Medium Range Ballistic Missile (MRBM) - 1000 tot 2500 of 3000 kilometer;
- Intermediate-range ballistic missile (IRBM) - 2500 of 3000 tot 5500 kilometer, soms ook aangeduid als long-range ballistic missile (LRBM) om duidelijker onderscheid te maken met de Intercontinentale raket (ICBM).

In het Nederlandse taalgebruik worden beide varianten aangeduid als 'middellangeafstandsraket'. Het Russische ministerie van Defensie beschouwt ook alle raketten met een afstand van 1000 tot 5500 als middellangeafstandsraketten (ballistitsjeskaja raketa sredny dalnosti) en maakt hierbinnen eveneens geen onderscheid.

## IRBM
Voorlopers
De voorloper van de IRBM was de A4b-raket uit de Aggregat-serie, een opgewaardeerde versie van de V2-raket (officieel A4 genoemd) met een groter bereik. Ook de tweede trap van de A9 en A10 raket kan als een voorloper van de IRBM worden gezien. De A4b en A9 werden een aantal malen getest vanaf vaste lanceerinrichtingen van december 1944 tot februari 1945 en werden aangedreven met een vloeibarebrandstofmotor. Beide raketten werden gebouwd in het kader van Project Amerika en zouden Amerikaanse steden aan de oostkust moeten verwoesten. De A4b maakte gebruik van traagheidsnavigatie en de A9 werd bestuurd door een piloot (die vervolgens zou overlijden of krijgsgevangen worden genomen). Na de Tweede Wereldoorlog werden de leiders van het Aggregat-project (zoals von Braun) in het geheim naar de Verenigde Staten gebracht om voor het Amerikaanse Leger te werken onder Operatie Paperclip, waarbij de V2 omgevormd moest worden tot een Amerikaans wapen.
Satellietdraagsysteem
IRBM's worden vaak omgebouwd tot een kleine draagraket voor het lanceren van satellieten door de toevoeging van (meestal meerdere) trappen. Dit gebeurde bijvoorbeeld bij de Amerikaanse IRBM's Thor en Jupiter. Een afgeleide van de Redstone, de Jupiter-C, werd gebruikt voor de lancering van de Explorer 1, de eerste Amerikaanse satelliet.

## Voorbeelden volgens het Amerikaanse systeem
Hieronder staat een (onvolledige) lijst van MRBM's en IRBM's. Sommige middellangeafstandsraketten, zoals de Russische RSD-10 (SS-20) vallen onder beide definities.
MRBM
- Agni-II (2500 km) (India)
- DF-21 (1800 km) (China)
- DF-25 (1700 km) (China)
- Ghauri (1500 km) (Pakistan)
- Jericho II (1300 km) (Israël)
- Nodong-1 (1200 km) (Noord-Korea)
- Shahab-3 (2100 km) (Iran)
- R-5 (SS-3) (1200 km) (Sovjet-Unie)
- R-12 (SS-4) (2100 km) (Sovjet-Unie)

IRBM
- Agni III (3500 - 5000 km) (India)
- Dong-Feng 4 (4750 - 5500 km) (China)
- Ghauri-III (Pakistan) (in ontwikkeling)